# Prefectura de Marràqueix
La prefectura de Marràqueix (en àrab عمالة مراكش, ʿamālat Marrākux; en amazic ⴱⵔⵓⴼⴰⵏⵙ ⵏ ⵎⵕⵕⴰⴽⵛ, tamɣurt n Mṛṛakc) és una de les prefectures del Marroc, fins 2015 part de la regió de Marràqueix-Tensift-El-Haouz i actualment de la de Marràqueix-Safi. Té una superfície de 1.671 km² i 1.133.890 habitants censats en 2007. La capital és Marràqueix.

## Demografia
| 861.205                                    | 1.070.838 | 1.133.890 |
| 1994, 2004 : cens oficial ; 2007 : càlcul. |           |           |

## Divisió administrativa
La província de Marràqueix consta de 5 arrondissements (barris) de Marràqueix (Annakhil, Guéliz, Marrakech-Medina, Ménara i Sidi Youssef Ben Ali), 1 municipi (Mechouar Kasbah) i 13 comunes:
| Municipis       | Població en 1994 | Població en 2004 |
| --------------- | ---------------- | ---------------- |
| Marràqueix      | 669.043          | 823.154          |
| Mechouar Kasbah | 25.100           | 22.111           |
| Saâda           | 24.396           | 39.071           |
| Tassoultante    | 18.192           | 30.137           |
| Al Ouidane      | 17.196           | 20.925           |
| Oulad Hassoune  | 16.558           | 19.188           |
| Oulad Dlim      | 15.909           | 14.747           |
| Souihla         | 15.548           | 19.295           |
| Sidi Zouine     | 8.023            | 10.067           |
| Loudaya         | 7.407            | 8.989            |
| Kattara         | 1.357            | 1.365            |